# Jan Johansson
Jan Johansson (Söderhamn; 16 de septiembre de 1931 - Estocolmo; 9 de noviembre de 1968) fue un pianista sueco de jazz. Fue poco conocido fuera de Escandinavia y sus registros no están ampliamente disponibles, aunque Jazz på svenska (Jazz en sueco) ha vendido más de un cuarto de millón de copias, y es el Lanzamiento de jazz más vendido jamás en Suecia.
Johansson era natural de Söderhamn, en el Hälsingland provincia de Suecia. Estudió piano clásico cuando era niño y también llegaría a dominar la guitarra, el órgano y el acordeón, antes de comenzar su cambio hacia el bebop cuando era un adolescente. Se encontró con el saxofonista Stan Getz, mientras estaba en la universidad. Abandonó sus estudios para tocar jazz a tiempo completo, y trabajó con muchos músicos de jazz estadounidenses, convirtiéndose en el primer europeo en ser invitado a unirse a la banda Jazz at the Philharmonic.
Entre 1961 y 1968, produjeron una serie de álbumes clásicos, lo que ayudaría a definir su estilo de re-imaginando melodías populares tradicionales de Europa a través del jazz y la vanguardia . Estos Jazz incluido på svenska y Jazz på Ryska (Jazz en ruso) que se encuentran disponibles en una forma ampliada en CD. Jazz på ungerska (Jazz en húngaro), junto con el violinista danés Svend Asmussen es el tercer álbum de la serie. Jazz en sueco comprende variaciones de dieciséis canciones populares suecas con el contrabajista Georg Riedel. Durante este período, Johansson también hizo varias grabaciones con Radiojazzgruppen.
El álbum Musik genom fyra Sekler (La música de los últimos cuatro siglos) se basa en melodías tradicionales suecas , pero esta vez utiliza grandes grupos de músicos. También hubo 300.000 y dos conjuntos trío,  8  y  Bitar Innertrio, que han sido reeditada como un solo CD .
Con su carrera, incluyendo cine y música TV, Johansson es también conocido por ser el autor de "Here Comes Pippi Calzaslargas " (" Har kommer Pippi Långstrump ") , el tema de la serie de televisión sueca, Pippi Calzaslargas . Con letra de la creadora de la serie Astrid Lindgren y cantada por la joven protagonista de la serie Inger Nilsson, sería una de las últimas obras de Johansson .
En noviembre de 1968 Jan Johansson murió en un accidente de coche de camino a un concierto en una iglesia de Jönköping, Suecia. Sus hijos, Anders Johansson y Jens Johansson han seguido también carreras musicales.